# Henedina Abad
Henedina "Dina" Razon-Abad (26 januari 1955 – 8 oktober 2017) was een Filipijnse politica. Abad werd viermaal gekozen namens de provincie Batanes in het Filipijns Huis van Afgevaardigden.  

## Biografie
Henedina Abad werd geboren op 26 januari 1955. Ze behaalde cum laude haar bachelor of Arts-diploma aan het Maryknoll College en voltooide later nog een Master-opleiding Bestuurskunde aan Harvard in de Verenigde Staten. Ze werkte nadien voor diverse niet-gouvernementele organisaties waarbij ze zich inzette voor de ontwikkeling van het platteland en  landbouwhervormingen. Ook was ze enige tijd decaan van de Ateneo School of Government, een onderdeel van de Ateneo de Manila University.
Abad werd bij de verkiezingen van 2004 namens de provincie Batanes gekozen tot lid van het Filipijns Huis van Afgevaardigden. Ze was daarmee de opvolger van haar echtgenoot Butch Abad. Ook bij de verkiezingen van 2010, 2013 en 2016 slaagde ze erin om gekozen te worden tot afgevaardigde van Batanes. Abad zette zich in het Huis onder meer in om de Reproductive Health Bill aangenomen te krijgen. Dit kostte haar in 2013 bijna haar herverkiezing doordat het de steun verloor van een deel van de katholieke achterban in haar thuisprovincie. Tijdens het 16e Filipijns Congres was ze een van de Vicevoorzitters van het Huis van Afgevaardigden (Deputy Speaker).
Abad overleed in 2017 op 62-jarige leeftijd en nog tijdens haar vierde termijn als afgevaardigde aan de gevolgen van kanker. Ze was getrouwd met voormalig minister Butch Abad en samen kregen ze vier kinderen.